# Sistema MTS
Il sistema metro-tonnellata-secondo (o MTS) è un sistema di misura di unità fisiche. Venne inventato in Francia, da cui i nomi delle unità sthène e pièze, e venne adottato, come sistema ufficiale, solo nell'Unione Sovietica, nel 1933, finché nel 1955 non venne abolito. Venne costruito con gli stessi principi del sistema CGS, ma con unità più grandi, per favorire l'utilizzo industriale. Il sistema CGS, invece, venne studiato esclusivamente per l'utilizzo in laboratorio.

## Unità
Le unità di base del sistema MTS sono:
| Dimensione | Nome dell'unità | Definizione     | Rapporto con le unità SI |
| ---------- | --------------- | --------------- | ------------------------ |
| lunghezza  | metro           | 1 m             | 1 m                      |
| massa      | tonnellata      | 1 t             | = 103 kg                 |
| tempo      | secondo         | 1 s             | 1 s                      |
| forza      | sthène          | 1 sn = t·m/s²   | = 103 N                  |
| energia    | kilojoule       | 1 kJ = t·m²/s²  | = 103 J                  |
| potenza    | kilowatt        | 1 kW = t·m²/s³  | = 103 W                  |
| pressione  | pièze           | 1 pz = 1 t/m·s² | = 103 Pa                 |